# پوپوفکا (استان بلگورود)
پوپوفکا (انگلیسی: Popovka, Belgorod Oblast) یک شهرک در بخش کوروچانسکی استان بلگورود کشور روسیه است.